# Svjetsko prvenstvo u reliju
Svjetsko reli prvenstvo (engl. WRC - World Rally Championship) je natjecanje koje se sastoji od niza reli utrka koje organizira Međunarodna automobilistička federacija (FIA - Fédération Internationale de l'Automobile), koje završava proglašavanjem prvaka vozača i prvaka momčadi. 
Prvenstva momčadi i vozača međusobno su odvojena, ali se zasnivaju na istom sustavu bodovanja. Znači vozači pojedinih momčadi osvajaju na pojedinim utrkama bodove za sebe i za svoju momčad (isto kao i sustav bodovanja za Formulu 1).
Natjecanje je 1973.g. dobilo oznaku kao Svjetsko reli prvenstvo.  
Svaki reli obično je podijeljen u 15-25 brzinskih etapa koje se voze protiv vremena do 350 kilometara ukupne distance.
WRC također ima dva prateća prvenstva, WRC2 i WRC3 koja se natječu na istim događajima i etapama kao i WRC, ali s nižim performansama automobila i troškovima.

## Kalendar natjecanja
Mnoge utrke su već dugi niz godina dio svjetskog prvenstva i održavaju se u približno isto doba godine, dok su neke bile dio prvenstva svega nekoliko sezona. Svaka sezona WRC-a sastoji se od određenog broja reli utrka unutar iste kalendarske godine i obično bi trebala uključivati relije na najmanje 3 kontinenta. U prošlosti je prvenstvo posjetilo sve kontinente osim Antarktika. Nedavno je bilo čak i do 16 relija u sezoni, dok ih je npr. 2020. god. bilo samo 7 zbog pandemije COVID-19. Od sezone 2021. Hrvatska je postala domaćin elite svjetskih reli vozača i automobila. Reliji se obično voze na površinama od šljunka i asfalta do snijega i leda.

## Sustav bodovanja
Bodovi se dodjeljuju i doprinose svjetskom prvenstvu, a oni s najviše bodova na kraju sezone dobivaju naslov prvaka. Bodovi se mogu dodijeliti na temelju ukupne konačne klasifikacije ili iz Power Stagea. Prvenstvo vozača i prvenstvo proizvođača su odvojeni, ali se temelje na sličnom bodovnom sustavu. To znači da vozač može osvojiti prvenstvo vozača vozeći jedan automobil, ali drugi proizvođač može osvojiti prvenstvo proizvođača, što se dogodilo u nekoliko navrata, posljednji put 2018., 2019. i 2020. godine.
Bodovi se dodjeljuju na kraju svakog relija za deset najboljih u ukupnom poretku prema sljedećoj strukturi bodova za vozače i suvozače:
| Plasman | 1. | 2. | 3. | 4. | 5. | 6. | 7. | 8. | 9. | 10. |
| Bodovi  | 25 | 18 | 15 | 12 | 10 | 8  | 6  | 4  | 2  | 1   |

Od sezone 1973. do 1978. u Svjetskom reli prvenstvu za naslov svjetskog prvaka u reliju borile su se samo momčadi.  
Sezone 1977. i 1978. FIA je uvela FIA kup za vozače koji je bio prethodnica natjecanja za Svjetskog prvaka u reliju koje je konačno uvedeno sezone 1979. Tih godina, uz utrke Svjetskog prvenstva u reliju, u bodovanje za FIA kup za vozače ulazili su rezultati još dodatnih 10 utrka. 
Tih sezona bodove za momčad osvajao je samo vozač na najvišem mjestu na kraju pojedine reli utrke. Ostala osvojena mjesta koristila su momčadi tako što ostale momčadi nisu mogle osvojiti te bodove (npr. ako je pojedina momčad osvojila drugo, četvrto i deseto mjesto, dobivala je bodove samo za drugo mjesto, a osvojenim četvrtim i desetim mjesto onemogućila je osvajanje tih bodova za četvrto i deseto mjesto ostalim momčadima). 

## Svjetski reli prvaci
| * - Björn Waldegård vozio je Mercedes 450 na dvije utrke 1979.g.                   |                        |                                 |                |                                    |                          |
| ** - Markku Alén vozio je Lancia Stratos HF na dvije utrke 1978.g.                 |                        |                                 |                |                                    |                          |
| *** - Sezone 1977. i 1978., Prvenstvo za vozače zvalo se je FIA Kup za reli vozače |                        |                                 |                |                                    |                          |
| Sezona                                                                             | Prvenstvo za vozače    | Prvenstvo za vozače             |                | Prvenstvo za proizvođače           | Prvenstvo za proizvođače |
| Sezona                                                                             | Vozač                  | Automobil                       | Proizvođač     | Automobil                          |                          |
| 1973.                                                                              |                        |                                 | Alpine Renault | Alpine-Renault A110                |                          |
| 1974.                                                                              |                        |                                 | Lancia         | Lancia Stratos HF                  |                          |
| 1975.                                                                              |                        |                                 | Lancia         | Lancia Stratos HF                  |                          |
| 1976.                                                                              |                        |                                 | Lancia         | Lancia Stratos HF                  |                          |
| 1977.                                                                              | Sandro Munari***       | Lancia Stratos HF               | Fiat           | Fiat 131 Abarth                    |                          |
| 1978.                                                                              | Markku Alén***         | Fiat 131 Abarth**               | Fiat           | Fiat 131 Abarth                    |                          |
| 1979.                                                                              | Björn Waldegård        | Ford Escort RS 1800 MKII*       | Ford           | Ford Escort RS 1800 MKII           |                          |
| 1980.                                                                              | Walter Röhrl           | Fiat 131 Abarth                 | Fiat           | Fiat 131 Abarth                    |                          |
| 1981.                                                                              | Ari Vatanen            | Ford Escort RS 1800 MKII        | Talbot         | Talbot Sunbeam Lotus               |                          |
| 1982.                                                                              | Walter Röhrl           | Opel Ascona 400                 | Audi           | Audi Quattro                       |                          |
| 1983.                                                                              | Hannu Mikkola          | Audi Quattro A2                 | Lancia         | Lancia 037 Rally                   |                          |
| 1984.                                                                              | Stig Blomqvist         | Audi Quattro A2                 | Audi           | Audi Quattro A2 Audi Quattro Sport |                          |
| 1985.                                                                              | Timo Salonen           | Peugeot 205 Turbo 16            | Peugeot        | Peugeot 205                        |                          |
| 1986.                                                                              | Juha Kankkunen         | Peugeot 205 Turbo 16 E2         | Peugeot        | Peugeot 205                        |                          |
| 1987.                                                                              | Juha Kankkunen         | Lancia Delta HF 4WD             | Lancia         | Lancia Delta                       |                          |
| 1988.                                                                              | Massimo 'Miki' Biasion | Lancia Delta Integrale          | Lancia         | Lancia Delta                       |                          |
| 1989.                                                                              | Massimo 'Miki' Biasion | Lancia Delta Integrale          | Lancia         | Lancia Delta                       |                          |
| 1990.                                                                              | Carlos Sainz           | Toyota Celica GT-4 (ST165)      | Lancia         | Lancia Delta                       |                          |
| 1991.                                                                              | Juha Kankkunen         | Lancia Delta Integrale 16V      | Lancia         | Lancia Delta                       |                          |
| 1992.                                                                              | Carlos Sainz           | Toyota Celica Turbo 4WD (ST185) | Lancia         | Lancia Delta                       |                          |
| 1993.                                                                              | Juha Kankkunen         | Toyota Celica Turbo 4WD (ST185) | Toyota         | Toyota Celica                      |                          |
| 1994.                                                                              | Didier Auriol          | Toyota Celica Turbo 4WD (ST185) | Toyota         | Toyota Celica                      |                          |
| 1995.                                                                              | Colin McRae            | Subaru Impreza 555              | Subaru         | Subaru Impreza                     |                          |
| 1996.                                                                              | Tommi Mäkinen          | Mitsubishi Lancer Evo III       | Subaru         | Subaru Impreza                     |                          |
| 1997.                                                                              | Tommi Mäkinen          | Mitsubishi Lancer Evo IV        | Subaru         | Subaru Impreza                     |                          |
| 1998.                                                                              | Tommi Mäkinen          | Mitsubishi Lancer Evo V         | Mitsubishi     | Mitsubishi Lancer Evo V            |                          |
| 1999.                                                                              | Tommi Mäkinen          | Mitsubishi Lancer Evo VI        | Toyota         | Toyota Corolla WRC                 |                          |
| 2000.                                                                              | Marcus Grönholm        | Peugeot 206 WRC                 | Peugeot        | Peugeot 206 WRC                    |                          |
| 2001.                                                                              | Richard Burns          | Subaru Impreza S7 WRC '01       | Peugeot        | Peugeot 206 WRC                    |                          |
| 2002.                                                                              | Marcus Grönholm        | Peugeot 206 WRC                 | Peugeot        | Peugeot 206 WRC                    |                          |
| 2003.                                                                              | Petter Solberg         | Subaru Impreza S9 WRC '03       | Citroën        | Citroën Xsara WRC                  |                          |
| 2004.                                                                              | Sébastien Loeb         | Citroën Xsara WRC               | Citroën        | Citroën Xsara WRC                  |                          |
| 2005.                                                                              | Sébastien Loeb         | Citroën Xsara WRC               | Citroën        | Citroën Xsara WRC                  |                          |
| 2006.                                                                              | Sébastien Loeb         | Citroën Xsara WRC               | Ford           | Ford Focus RS WRC '06              |                          |
| 2007.                                                                              | Sébastien Loeb         | Citroën C4 WRC                  | Ford           | Ford Focus RS WRC '07              |                          |
| 2008.                                                                              | Sébastien Loeb         | Citroën C4 WRC                  | Citroën        | Citroën C4 WRC                     |                          |
| 2009.                                                                              | Sébastien Loeb         | Citroën C4 WRC                  | Citroën        | Citroën C4 WRC                     |                          |
| 2010.                                                                              | Sébastien Loeb         | Citroën C4 WRC                  | Citroën        | Citroën C4 WRC                     |                          |
| 2011.                                                                              | Sébastien Loeb         | Citroën DS3 WRC                 | Citroën        | Citroën DS3 WRC                    |                          |
| 2012.                                                                              | Sébastien Loeb         | Citroën DS3 WRC                 | Citroën        | Citroën DS3 WRC                    |                          |
| 2013.                                                                              | Sébastien Ogier        | Volkswagen Polo R WRC           | Volkswagen     | Volkswagen Polo R WRC              |                          |
| 2014.                                                                              | Sébastien Ogier        | Volkswagen Polo R WRC           | Volkswagen     | Volkswagen Polo R WRC              |                          |
| 2015.                                                                              | Sébastien Ogier        | Volkswagen Polo R WRC           | Volkswagen     | Volkswagen Polo R WRC              |                          |
| 2016.                                                                              | Sébastien Ogier        | Volkswagen Polo R WRC           | Volkswagen     | Volkswagen Polo R WRC              |                          |
| 2017.                                                                              | Sébastien Ogier        | Ford Fiesta WRC                 | Ford           | Ford Fiesta WRC                    |                          |
| 2018.                                                                              | Sébastien Ogier        | Ford Fiesta WRC                 | Toyota         | Toyota Yaris WRC                   |                          |
| 2019.                                                                              | Ott Tänak              | Toyota Yaris WRC                | Hyundai        | Hyundai i20 Coupe WRC              |                          |
| 2020.                                                                              | Sébastien Ogier        | Toyota Yaris WRC                | Hyundai        | Hyundai i20 Coupe WRC              |                          |
| 2021.                                                                              | Sébastien Ogier        | Toyota Yaris WRC                | Toyota         | Toyota Yaris WRC                   |                          |
| 2022.                                                                              | Kalle Rovanperä        | Toyota GR Yaris Rally1          | Toyota         | Toyota GR Yaris Rally1             |                          |

## Rekordi
Najviše naslova Svjetskog prvaka u reliju ima francuski vozač Sébastien Loeb (ukupno 9 naslova), dok momčadskih naslova talijanska momčad Lancia (ukupno 10 naslova) - podaci zaključno sa sezonom 2021.

## Vanjske poveznice
- World Rally Championship (službene stranice) (engl.)
- juwra.com (rezultati i statistike) (engl.)
- Rally Guide  Arhivirana inačica izvorne stranice od 4. kolovoza 2020. (Wayback Machine) (Reli vodič) (engl.)
- Rallystuff.net  Arhivirana inačica izvorne stranice od 6. prosinca 2017. (Wayback Machine) (neslužbene vijesti i forum WRC-a) (engl.)
- RallyBase (engl.)
- Rallye-Info.com  Arhivirana inačica izvorne stranice od 27. lipnja 2020. (Wayback Machine) (bivši WRC-Online.net) (engl.)